# Pholcus yoshikurai
Pholcus yoshikurai (Japans:ヨシクラユウレイグモ,Yoshikura-yūreigumo)  là một loài nhện trong họ Pholcidae. Loài này được phát hiện ở Nhật Bản.